# Cụm tập đoàn quân E
Cụm tập đoàn quân E (tiếng Đức: Heeresgruppe E) là một Tập đoàn quân Đức hoạt động trong Thế chiến thứ hai. Nó được thành lập vào ngày 1 tháng 1 năm 1943 trên cơ sở phát triển từ Tập đoàn quân 12. Các đơn vị trực thuộc Cụm tập đoàn quân được phân bổ trên khắp khu vực Đông Địa Trung Hải, bao gồm Albania, Hy Lạp, Lãnh thổ Quân quản Serbia và Nhà nước Độc lập Croatia.

## Biên chế
Các mục con của nó là:
- Sư đoàn dã chiến Luftwaffe số 11 (đồn trú Attica) - Trung tướng Wilhelm Kohler
- Sư đoàn xung kích Rhodes (hợp nhất với Sư đoàn Panzergrenadier Brandenburg năm 1944)
- Quân đoàn LXVIII (đông Hy Lạp và Peloponnesos)
  - Sư đoàn Jäger thứ 117 - Thượng tướng Sơn cước Karl von Le Suire
  - Sư đoàn thiết giáp số 1 (tháng 6 - tháng 10 năm 1943) - Thiếu tướng Walter Krüger
- Quân đoàn sơn cước XXII (tây Hy Lạp) - Thượng tướng Sơn cước Hubert Lanz
  - Sư đoàn 104 Jäger - Thượng tướng Bộ binh Hartwig von Ludwiger
  - Sư đoàn miền núi số 1 - Trung tướng Walter Stettner
- Sư đoàn pháo đài 41
- Pháo đài Crete
  - Sư đoàn 22 - Thượng tướng Bộ binh Friedrich-Wilhelm Müller
- Trực thuộc bộ tư lệnh Cụm tập đoàn quân có 22 "tiểu đoàn pháo đài" hình sự của loạt "999".

## Lịch sử phục vụ
Ngay khi thành lập, bộ chỉ huy của Cụm tập đoàn quân E cũng đồng thời giữ vai trò Bộ Tổng tư lệnh chiến trường Đông Nam (Oberbefehlshaber Südost) cho đến tháng 8 năm 1943. Cụm tập đoàn quân đã tham gia vào các hoạt động chống du kích ở Hy Lạp và Nam Tư. Trong quá trình hoạt động, các đơn vị thuộc quyền của nó bị cáo buộc đã thực hiện một số hành vi tàn bạo, bao gồm cả các vụ thảm sát Kalavryta và Distomo ở Hy Lạp. Hơn nữa, trong cuộc giải giáp của quân đội Ý vào tháng 9 năm 1943, quân đội Đức đã hành quyết hơn 5.000 tù binh chiến tranh Ý trong Cuộc thảm sát Cephallonia. Đồng thời, Cụm tập đoàn quân này đã đẩy lùi thành công âm mưu của Anh nhằm chiếm quần đảo Dodecanese do Ý chiếm đóng. Một số đơn vị của Cụm tập đoàn quân cũng tham gia vào vụ thảm sát Chortiatis (tháng 9 năm 1944).

### Rút lui khỏi Hy Lạp
Khi chiến cuộc ở Romania phát triển thành một thất bại của Đức vào mùa hè năm 1944, Cụm tập đoàn quân E bắt đầu rút khỏi các đảo và đất liền của Hy Lạp. Cuộc rút quân khỏi nam Balkan đã thành công. Đến cuối năm 1944, cụm tập đoàn quân đã thành công trong việc đẩy lùi các cuộc tấn công của quân đội Liên Xô và Bulgaria cũng như Quân Giải phóng Nhân dân Nam Tư. Ở biên giới Bosnia, nó đã tạm thiết lập một thế trận phòng thủ ổn định. Mùa thu năm 1944, lực lượng của Phương diện quân Ukraina 2 và 3 cùng với Quân Giải phóng Nhân dân Nam Tư đã đánh chiếm miền Trung Serbia trong khuôn khổ Chiến dịch tấn công Beograd. Quân Liên Xô sau đó chuyển hướng đến chiến trường Hungary. Điều này buộc Cụm tập đoàn quân E và Tập đoàn quân tăng thiết giáp số 2 phải hành quân qua địa hình đồi núi ở tây nam Serbia, bắc Montenegro và cuối cùng là đông nam Bosnia để tới Croatia. Trong suốt cuộc hành quân, họ thường xuyên đụng độ với hỏa lực của quân du kích Nam Tư, đôi khi với sự hỗ trợ của lực lượng Floydforce của quân Đồng Minh.
Phần còn lại của Cụm tập đoàn quân E sau đó được đặt dưới quyền chỉ huy của Cụm tập đoàn quân F của Thống chế Maximilian von Weichs. Bộ chi huy của thống chế Weichs cũng tiếp nhận vai trò Bộ Tổng tư lệnh chiến trường Đông Nam. Sau khi Cụm tập đoàn quân F bị giải thể vào ngày 25 tháng 3 năm 1945, Cụm tập đoàn quân E trở lại thành cánh quân độc lập. Mùa xuân năm 1945, một số đơn vị được gửi đến Hungary, một số chuyển đến Áo và miền nam nước Đức. Trong cuộc rút lui năm 1945, các đơn vị pháo đài được hợp nhất thành Quân đoàn LXXXXI.

### Trận chiến cuối cùng ở Croatia
Đại tướng Alexander Löhr đã cố gắng giữ cho Nhà nước Độc lập Croatia chống lại Quân Giải phóng Nhân dân Nam Tư. Một cuộc tấn công lớn của Quân Giải phóng Nhân dân, bắt đầu vào ngày 12 tháng 4 năm 1945, đã dồn quân Đức vào khu vực biên giới Slovenia-Áo. Một vài đơn vị đã trốn thoát và cuối cùng đầu hàng quân Anh chiếm đóng Styria và Carinthia. Alexander Löhr đã đạt được thỏa thuận một phần với Tổng tư lệnh Anh để chấp nhận các đơn vị Đức. Vào ngày đầu hàng, 8 tháng 5 năm 1945, cụm tập đoàn quân vẫn còn ba ngày hành quân cách biên giới Áo. Cho đến ngày 15 tháng 5, nhiều đơn vị đã tìm cách trốn sang Áo. 150.000 lính Đức đã bị lực lượng của Tito bắt giữ. Khi đó, Cụm tập đoàn quân E gồm 7 sư đoàn Đức, 2 sư đoàn Cossack của Quân đoàn kỵ binh Cossack SS XV và 9 sư đoàn Croatia. 220.000 lính Croatia chạy đến Áo cùng với Cụm tập đoàn quân E đã bị người Anh dẫn độ về giao trả cho phía Tito sau khi họ đầu hàng. Vài nghìn người trong số họ sau đó đã bị giết trong Thảm sát Bleiburg .
Một sĩ quan cấp thấp thuộc Cụm tập đoàn quân E, Kurt Waldheim, người từng phục vụ trong chính quyền quân sự của Thessaloniki, sau này nổi lên là một chính khách nổi tiếng, từng giữ chức tổng thống Áo và Tổng Thư ký Liên Hợp Quốc.

## Chỉ huy

### Tư lệnh
| STT | Ảnh | Họ tên         | Thời gian sống | Thời gian tại nhiệm            | Cấp bậc tại nhiệm           | Ghi chú                                                                       |
| --- | --- | -------------- | -------------- | ------------------------------ | --------------------------- | ----------------------------------------------------------------------------- |
| 1   |     | Alexander Löhr | 1885–1947      | tháng 12, 1942 - tháng 5, 1945 | Đại tướng Không quân (1941) | Bị truy tố là tội phạm chiến tranh và bị xử bắn vào ngày 26 tháng 2 năm 1947. |

### Tham mưu trưởng
| STT | Ảnh | Họ tên                 | Thời gian sống | Thời gian tại nhiệm                 | Cấp bậc tại nhiệm                | Ghi chú                                                                                               |
| --- | --- | ---------------------- | -------------- | ----------------------------------- | -------------------------------- | --- |
| 1   |     | Hermann Foertsch       | 1895–1961      | tháng 12, 1942 - tháng 8 năm 1943   | Thiếu tướng (1942)               | Thượng tướng Bộ binh (1944). Bị quân Mỹ bắt giữ tháng 5 năm 1945 và bị giam giữ đến tháng 2 năm 1948. |
| 2   |     | August Winter          | 1897–1979      | tháng 8 năm 1943 - tháng 3 năm 1944 | Thiếu tướng (1943)               | Thượng tướng Sơn cước (1945). Bị quân Mỹ bắt giữ, về sau được tha bổng bởi Tòa án Nürnberg.           |
| 3   |     | Erich Schmidt-Richberg | 1899–1971      | tháng 3 năm 1944 - tháng 5, 1945    | Đại tá (1942) Thiếu tướng (1944) | Bị bắt và bị giam giữ đến năm 1949.                                                                   |